# 王璽 (萬曆進士)
王玺，號珍吾，河南汝州鲁山县人。明朝政治人物。同進士出身。

## 生平
萬曆十九年辛卯科河南鄉試第五十二名舉人，二十六年（1598年），登戊戌科進士，兵部觀政，授山西平阳府安邑县知县，仁义温良，清操独著，三十二年改任河间府學教授，三十三年升國子監助教，三十五年升刑部主事，累官刑部郎中，三十八年七月往关内决囚，三十九年升漢中知府，四十三年六月升廣西按察司副使，四十四年致仕。